# Arslan (nazwisko)
Arslan – bliskowschodnie nazwisko, występuje także jako imię lub przydomek. Słowo arslan (aslan, arsalan) pochodzi z języka tureckiego i oznacza lwa.

## Seldżukidzi
Imię Arslan nosiło kilku władców seldżuckich, m.in.: 
- Arslan Isra'il Jabgu (? – zm. 1032) – wódz Seldżuków  w latach ok. 1007 do 1025.
- Alp Arslan (1029–1072) – sułtan Wielkich Seldżuków w latach 1063–1072.
- Tutusz Ibn Alp Arslan (1066–1095) – władca seldżucki panujący w Syrii i Palestynie w latach 1079–1095.
- Kilidż Arslan I (? – 1107) – sułtan Sułtanatu Rum.

## Książęta Arslan
Szejkowie z rodu Arslan (Yazbaki) tradycyjnie rywalizują z Dżumblattami o przywództwo nad druzami w Libanie. Rezydują w Szueifat, w dystrykcie Alajh. Przedstawiciele:
- Szakib Arslan (1869–1946) – polityk libański, pisarz, poeta, historyk, propagator panislamizmu.
- Madżid  Arslan (1908–1983) – polityk libański, jeden z twórców armii libańskiej.
- Talal Arslan (ur. w 1965) – libański polityk, lider Libańskiej Partii Demokratycznej.

## Inne osoby noszące nazwisko Arslan
- Firat Arslan (ur. w 1970) – niemiecki bokser pochodzenia tureckiego, były zawodowy mistrz świata organizacji WBA w kategorii junior ciężkiej (do 200 funtów).